# Наївна Т-клітина
Наївна Т-клітина (Тh0 cell ) — це Т-клітина, яка диференціювалася в тимусі та успішно пройшла процеси позитивного та негативного центрального відбору в тимусі. Серед них є наївні форми Т-клітин-хелперів (CD4+) і цитотоксичних Т-клітин (CD8+). Наївні Т-клітини вважаються незрілими і, на відміну від активованих Т-клітин або Т-клітин пам’яті, не стикалися зі "своїм" антигеном на периферії.

## Фенотип
Наївні Т-клітини зазвичай характеризуються поверхневою експресією L-селектину (CD62L) і CC-хемокінового рецептора типу 7 (CCR7); відсутністю маркерів активації CD25, CD44 або CD69; і відсутністю ізоформи пам'яті CD45RO. Вони також експресують функціональні рецептори IL-7, що складаються з субодиниць рецептора IL-7-α, CD127, і загального γ-ланцюга, CD132. Вважається, що для підтримки популяції наївних Т-клітини потрібні цитокіни IL-7 та IL-15. Хоча наївні Т-клітини зазвичай розглядається як синхронізована в розвитку та досить гомогенна клітинна популяція у стані спокою, яка відрізняється лише специфічністю рецепторів Т-клітин, є все більше доказів того, що вони насправді гетерогенні за фенотипом, функціями, динамікою та статусом диференціювання, що вказує на наявність цілого спектру наївних клітин з різними властивостями. Наприклад, деякі ненаївні Т-клітини експресують поверхневі маркери, подібні до наївних Т-клітин (стовбурові Т-клітини пам'яті; Т-клітини пам'яті з наївним фенотипом), деякі антиген-наївні Т-клітини втрачають свій наївний фенотип і деякі Т-клітини мають фенотип наївних Т-клітин, але є іншою підгрупою (регуляторні Т-клітини; нещодавній емігрант з тимуса - RTE). Оцінка цих відмінностей важлива при дослідженні наївних Т-клітин. Більшість наївних Т-клітин людини виробляються на дуже ранньому етапі життя, коли тимус дитини великий і функціональний. Зниження генерації наївних Т-клітин через інволюцію тимуса з віком компенсується так званою «периферичною проліферацією» або «гомеостатичною проліферацією» наївних Т-клітин, які емігрували з тимуса раніше. Гомеостатична проліферація викликає зміну експресії генів наївних Т-клітин, тобто проявляється шляхом набуття експресії поверхневого білка CD25.

## Функція
Наївні Т-клітини можуть реагувати на нові патогени, з якими імунна система ще не стикалася. Розпізнавання клоном наївних Т-клітин "свого" антигену призводить до ініціації імунної відповіді. У свою чергу, це призводить до того, що Т-клітина набуває активованого фенотипу, що спостерігається завдяки підвищенню регуляції поверхневих маркерів CD25+, CD44+, CD62Llow, CD69+ і може далі диференціюватися в Т-клітину пам’яті.
Наявність достатньої кількості наївних Т-клітин необхідно для того, щоб імунна система постійно реагувала на незнайомі патогени.

## Механізм активації
Коли розпізнаний антиген зв’язується з Т-клітинним рецептором (TCR), розташованим на клітинній мембрані клітин Th0, ці клітини активуються за допомогою «класичного» каскаду передачі сигналу
- тирозинкіназа Lck, яка пов'язана з корецепторами CD4 і CD8:[8] бере участь у фосфорилюванні корецепторного комплексу CD3 і ζ-ланцюгів TCR, а також для рекрутування та активації білка Zap70, асоційованого з ζ-ланцюгом
- активований Zap70, у свою чергу, фосфорилює мембранний адаптер Lat, який згодом рекрутує кілька білків, що містять гомологічні домени Src , включаючи фосфоліпазу C-γ1 (PLC-γ1)
- активація PLC-γ1 призводить до гідролізу фосфатидилінозитол-4,5-біфосфату до інозитол-3,4,5-трифосфату та діацилгліцерину
- інозитол 3,4,5-трифосфат запускає вивільнення Ca2+ з внутрішньоклітинних депо, а діацилгліцерин активує протеїнкіназу С і RasGRP
- RasGRP, у свою чергу, активує мітоген-активований каскад протеїнкінази

Альтернативний «некласичний» шлях включає активацію Zap70, який безпосередньо фосфорилює p38 MAPK, що, у свою чергу, індукує експресію рецептора вітаміну D (VDR). Крім того, експресія PLC-γ1 залежить від VDR, активованого кальцитріолом. Наївні Т-клітини мають дуже низьку експресію VDR і PLC-γ1. Однак передача сигналів TCR через p38 підвищує експресію VDR, а VDR, активований кальцитріолом, у свою чергу, посилює експресію PLC-γ1. Отже, активація наївних Т-клітин суттєво залежить від адекватного рівня кальцитріолу.
Підсумовуючи, активація Т-клітин спочатку вимагає активації через некласичний шлях для збільшення експресії VDR і PLC-γ1, перш ніж може продовжитися активація через класичний шлях. Це забезпечує механізм уповільненої відповіді, коли вродженій імунній системі дається час (~ 48 годин), щоб позбутися інфекції, перш ніж почнеться адаптивна імунна відповідь, опосередкована Т-клітинами.